# پالادین انرژی
پالادین انرژی (انگلیسی: Paladin Energy) شرکت انرژی هسته‌ای استرالیایی است، که در سال ۱۹۹۳ تأسیس شد.